# Chauminet
Chauminet est  un hameau de Sougères-en-Puisaye situé à environ 1,5 km au sud du bourg du village.

## Toponymie
Peu d'information sur la toponymie de Chauminet, si ce n'est qu'en 1461, elle est attestée sous la forme Chaulminet.

## Transports
La RD 125 permet de rallier Sougères-en-Puisaye.

## Histoire

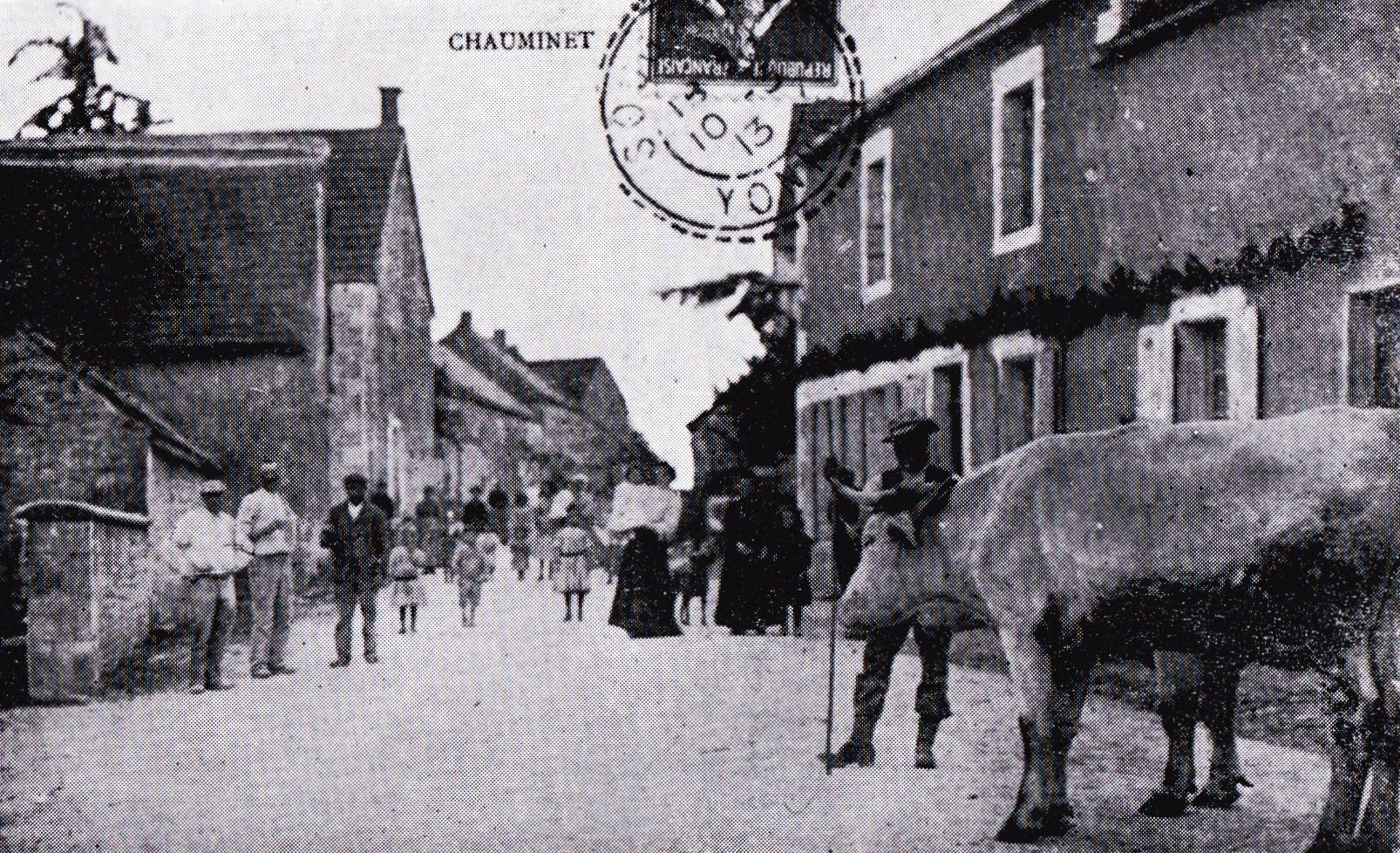
Chauminet au début du vingtième siècle.

Des vestiges d'un édifice gallo-romain furent mis au jour à Chauminet.
Dès le XIIIe siècle, la région sougéroise est sous la tutelle de la seigneurie de Pesselières hormis le village de Chauminet lui-même sous la tutelle de sa propre seigneurie jusqu'à son adjonction à la seigneurie de Pesselières en 1738 ; contrairement à celle de Pesselières, la liste des seigneurs de Chauminet n'est que partiellement connue.
En 1855, la population du hameau est de 229 habitants.

## Culture et patrimoine
Outre l'ancienne mare, on trouve à Chauminet, trois croix dont la croix Saint-Pierre.

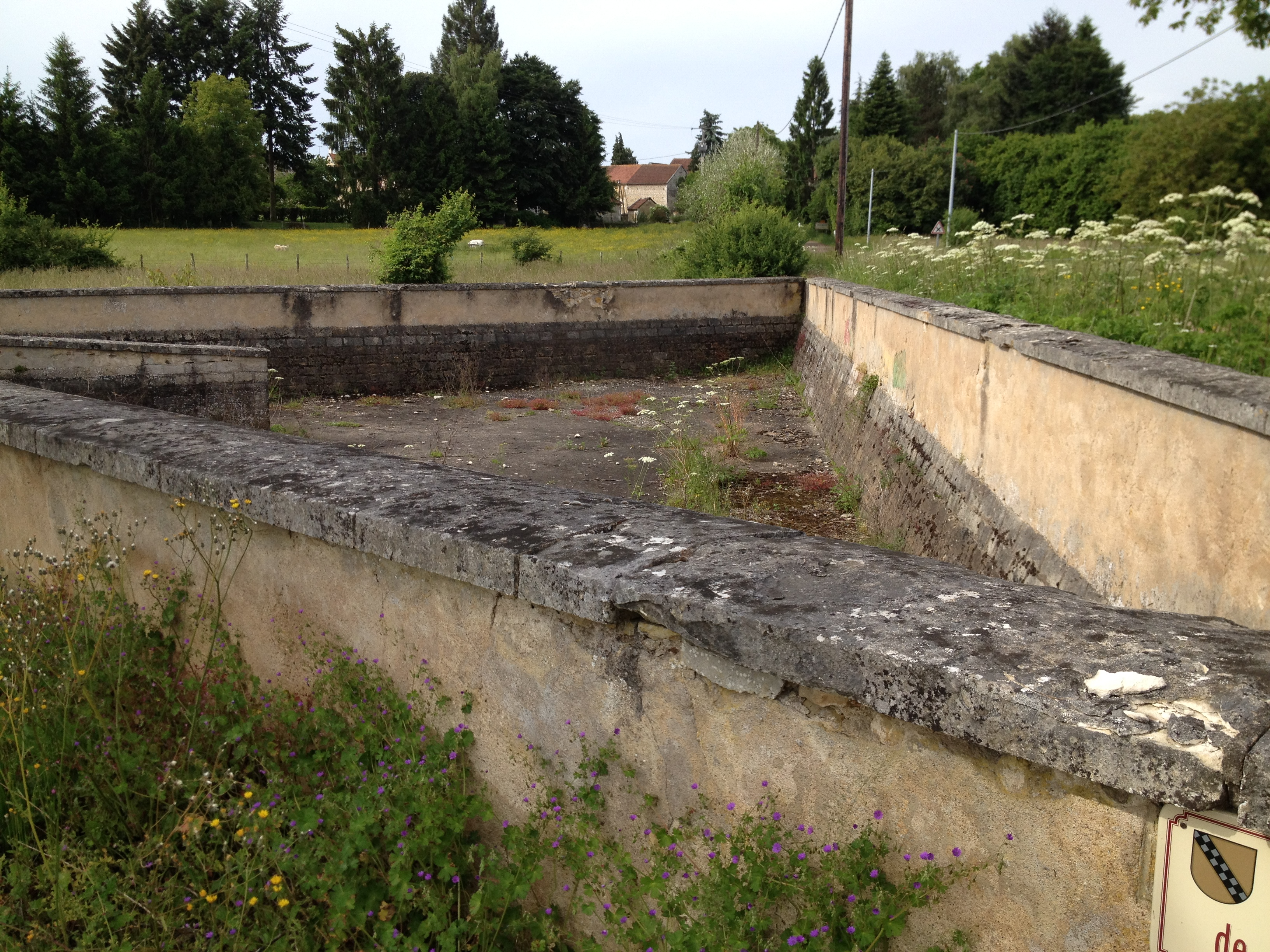
L'ancienne mare.
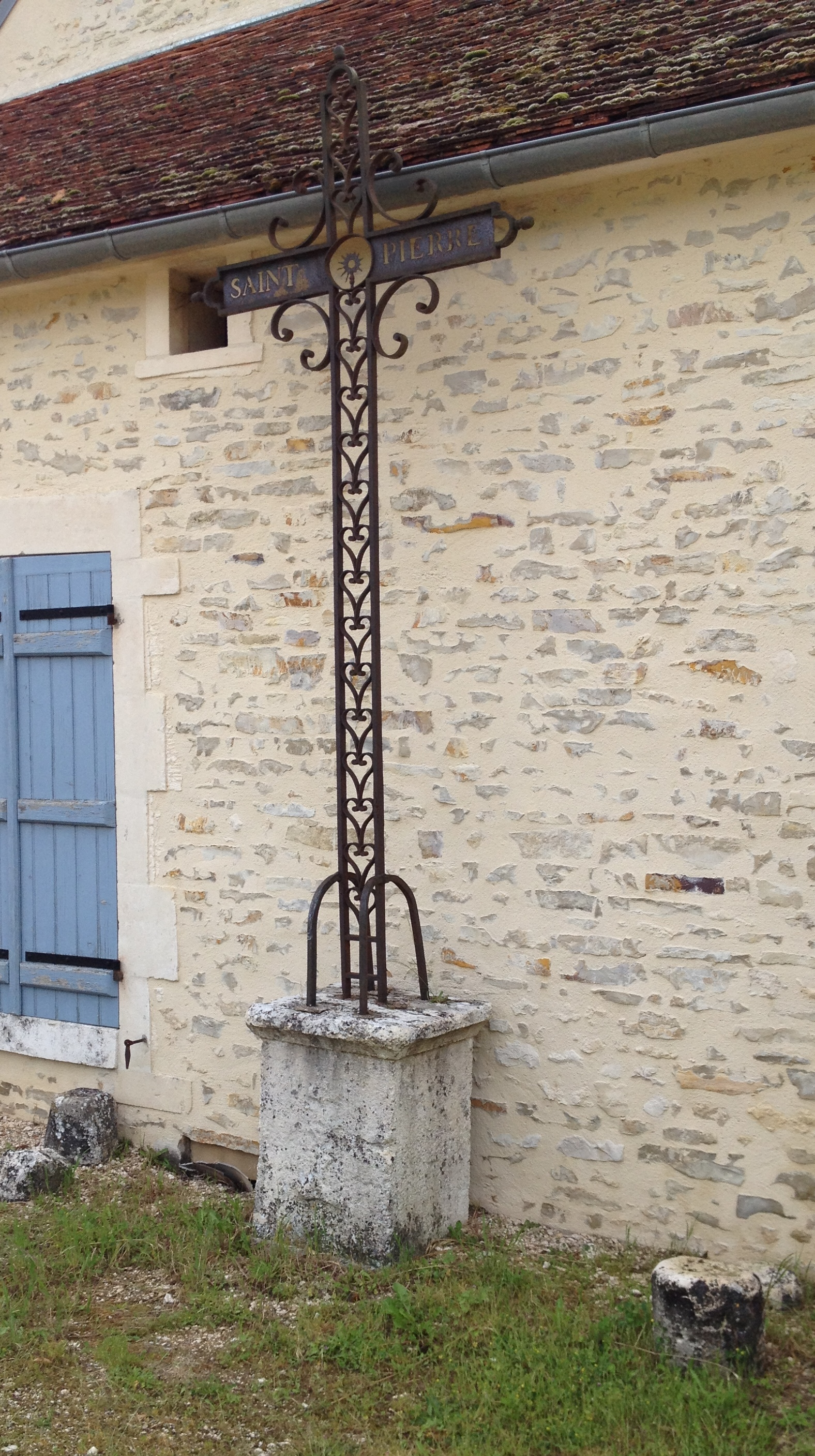
Croix Saint-Pierre à Chauminet.
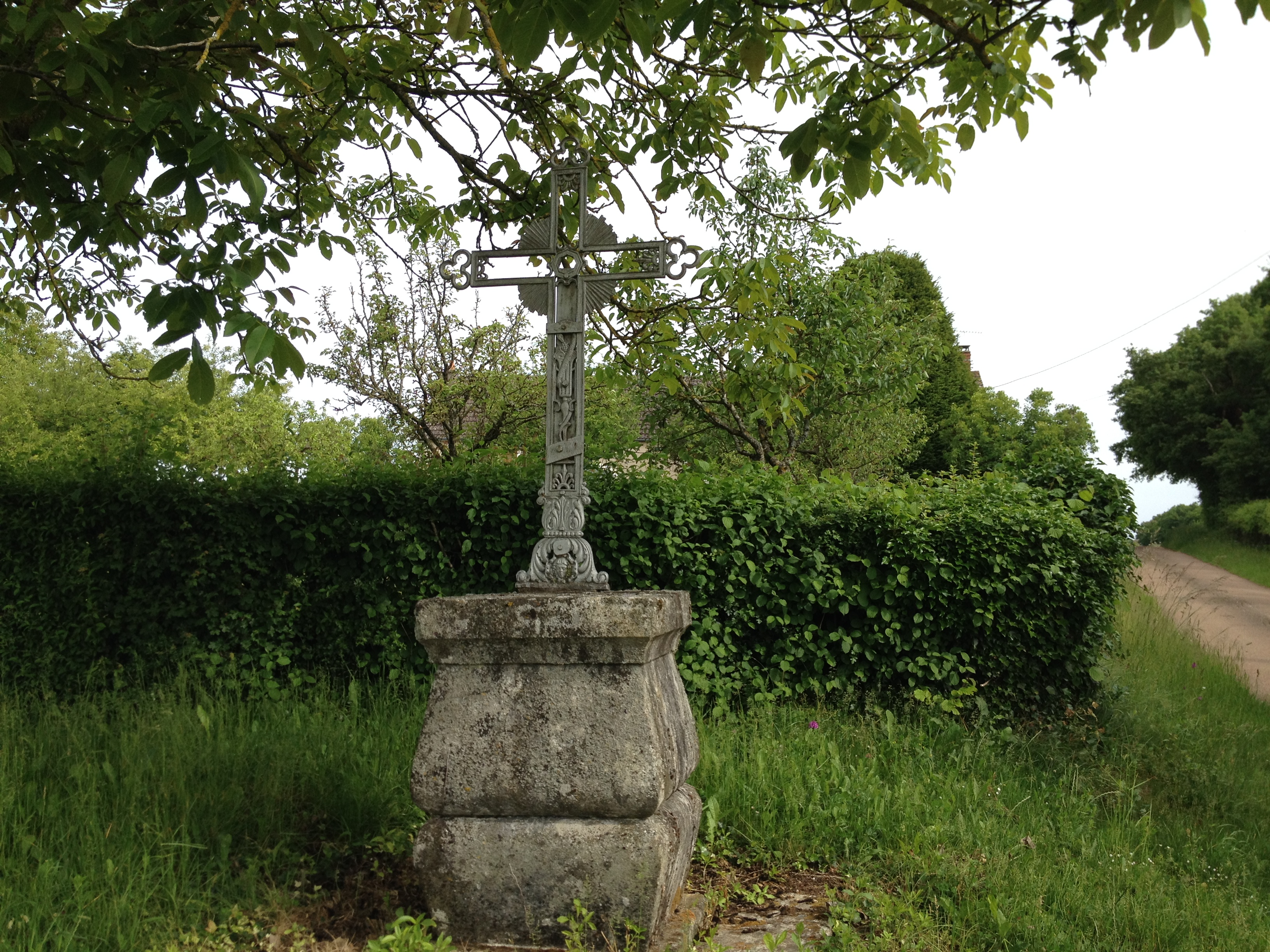
Croix à Chauminet.
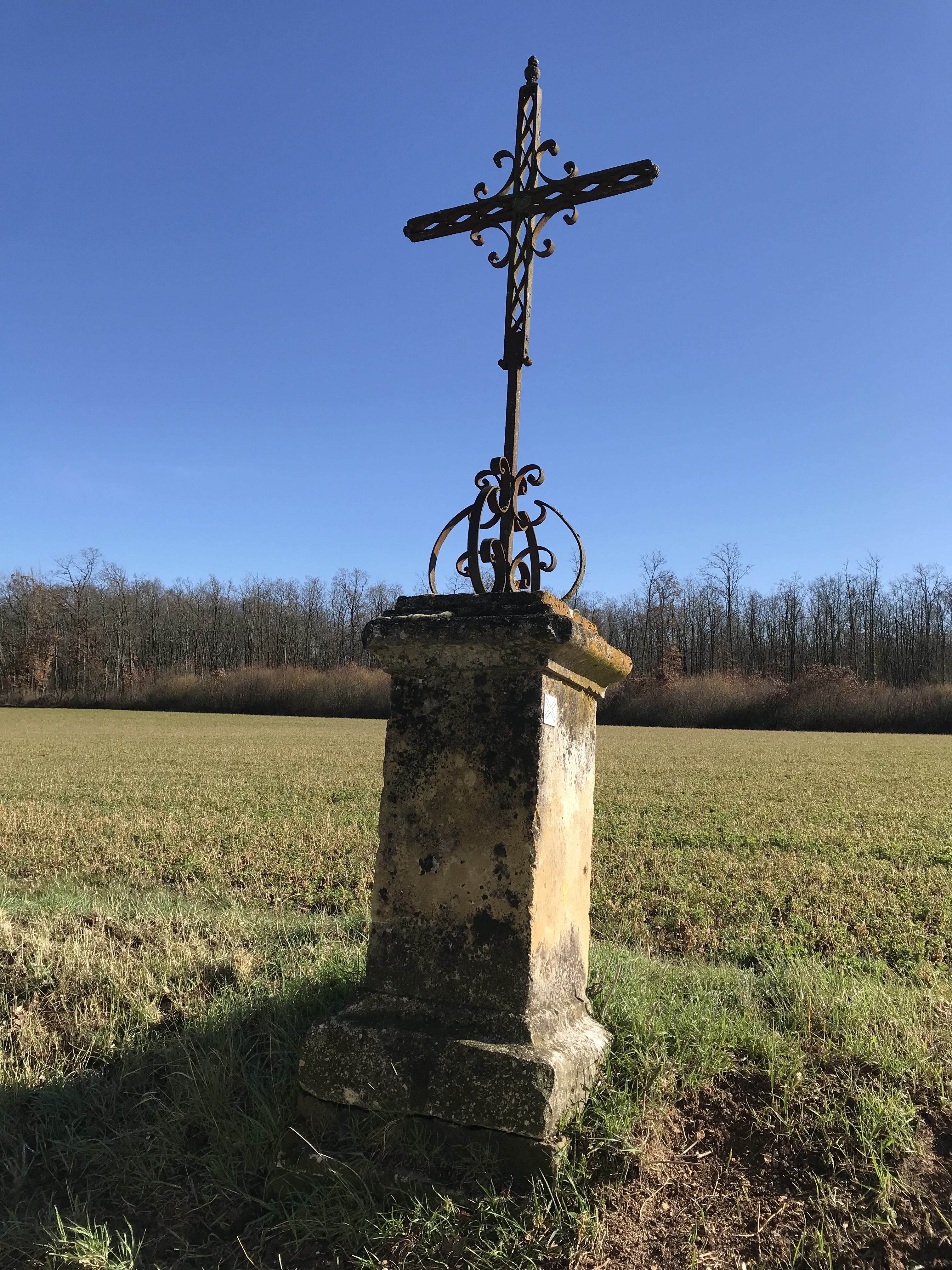
Croix à proximité de Chauminet.

## Vie sociale
- La fête du hameau de Chauminet a lieu traditionnellement le 1er ou le 2e dimanche de juillet,
- De 1988 à 2018[6], un habitant (Jacques Pautrat) a illuminé sa maison et son jardin durant la période de l'avent et de Noël et recevait plusieurs centaines de visites chaque année[7],[8],[9].